# Jeanine Dewit
Jeanine Dewit ( 1929) es una botánica belga, que trabajó abundantemente en la taxonomía de la familia Vitaceae.

## Honores

### Eponimia
Especies (7 + 1 + 1 registros)
- (Myrsinaceae) Ardisia dewitiana Taton[3]

- (Araceae) Lagenandra dewitii Crusio & A.de Graaf[4]

- (Fabaceae) Lysiphyllum dewitii (Blume ex Miq.) Bandyop. & Ghoshal[5]

- (Fabaceae) Pithecellobium dewitianum Mohlenbr.[6]